# Spaans bleek blauwtje
Het Spaans bleek blauwtje (Polyommatus caelestissima) is een vlinder uit de familie van de Lycaenidae, de kleine pages, vuurvlinders en blauwtjes. 

## Verspreiding en leefgebied
Het Spaans bleek blauwtje komt enkel voor in Midden-Spanje en leeft op hoogten tussen 900 en 1400 meter boven zeeniveau.

## Leefwijze
De waardplant van het Spaans bleek blauwtje is de paardenhoefklaver.